# Нандаюре (кантон)
Нандаюре (исп. Nandayure) — кантон в провинции Гуанакасте Коста-Рики.

## География
Находится на юге провинции. На востоке граничит с провинцией Пунтаренас, на юге омывается водами Тихого океана, на северо-востоке охватывает часть береговой линии залива Никоя, в том числе остров Берругате. Административный центр — Кармона.

## Округа
Кантон разделён на 6 округов:
1. Кармона
2. Санта-Рита
3. Сапоталь
4. Сан-Пабло
5. Порвенир
6. Бехуко